# ذنب الأسد القلبي
ذنب الأسد القلبي أو فراسيون القلب أو قفيل أو  ذنب الأسد (الاسم العلمي: Leonurus cardiaca) هو نوع من النباتات يتبع جنس ذنب الأسد من الفصيلة الشفوية. ينمو في الأراضي الخصبة والمعرضة للشمس ويندر وجوده برية ا ويزرع لأزهاره الفراشية وهو نبات معمر ساقه عمودية مربعة الاضلاع ولونها في الأسفل أحمر بنفسجي ويبلغ ارتفاعه نحو متر وأوراقه متقابلة وفي الأسفل بشكل كف مفتوحة بثلاث أصابع وفي الأوراق العليا يكون الفراغ بين الأصابع قليل العميق أما الأزهار ففراشية صغيرة وردية اللون (بياض مشرب بحمرة خفيفة).